# Thomas Ian Griffith
Thomas Ian Griffith (Hartford, 18 marzo 1962) è un attore e artista marziale statunitense protagonista di pellicole cinematografiche e di trasmissioni televisive, nonché attivo anche nel campo della scrittura e della sceneggiatura.

## Biografia

### Vita
Griffith è nato a Hartford, nel Connecticut, figlio di Mary Ann (nata O'Neil), che lavorava in uno studio di ballo, e di Thomas Joseph Griffith. È cintura nera di Karate Kenpo e  taekwondo.

### Carriera
È principalmente noto per il ruolo di Terry Silver, l'antagonista principale del film Karate Kid III - La sfida finale. Altri celebri film a cui ha partecipato sono stati Vampires di John Carpenter, in cui ha interpretato il ruolo del vampiro Jan Valek e  xXx, dove ha interpretato la parte dell'agente Jim McGrath. Ritiratosi dalla recitazione nel 2007, ha lavorato come sceneggiatore di serie televisive e fumetti, spesso collaborando con John Carpenter per la stesura di spin-off e seguiti a fumetti di molti suoi film. Dopo un'assenza di 14 anni dalle scene, nel 2021 è tornato nuovamente a recitare, rivestendo i panni di Terry Silver nella serie sequel Cobra Kai.

## Filmografia

### Cinema
- A Place to Hide, regia di Scott Thomas (1988)
- Karate Kid III - La sfida finale (The Karate Kid - Part III), regia di John G. Avildsen (1989)
- Moventi diversi (Ulterior Motives), regia di James Becket (1992)
- Da solo contro tutti (Excessive Force), regia di Jon Hess (1993)
- Furia esplosiva (Crackerjack), regia di Michael Mazo (1994)
- Sangue innocente (Blood of the Innocent), regia di Bob Misiorowski (1994)
- Impatto devastante (Hollow Point), regia di Sidney J. Furie (1996)
- Oltre le linee nemiche (Behind Enemy Lines), regia di Mark Griffiths (1997)
- Kull il conquistatore (Kull the Conqueror), regia di John Nicolella (1997)
- Vampires (John Carpenter's Vampires), regia di John Carpenter (1998)
- Avalanche, regia di Steve Kroschel (1999)
- For the Cause, regia di David Douglas e Tim Douglas (2000)
- High Adventure, regia di Mark Roper (2001)
- Black Point, regia di David Mackay (2002)
- xXx, regia di Rob Cohen (2002)
- The Sea Wolf, regia di Mark Roper (2005)

### Televisione
- Destini (Another World) – serial TV, 49 episodi (1984-1987)
- L'ispettore Tibbs (In the Heat of the Night) – serie TV, episodi 2x1-2x2 (1988)
- Oltre la legge - L'informatore (Wiseguy) – serie TV, episodi 2x21-2x22 (1989)
- Rock Hudson, regia di John Nicolella – film TV (1990)
- The Guardian, regia di Rob Cohen – film TV (1997)
- La signora Pollifax (The Unexpected Mrs. Pollifax), regia di Anthony Pullen Shaw – film TV (1999)
- Secret of Giving, regia di Sam Pillsbury – film TV (1999)
- Le visioni di Donielle (A Vision of Murder: The Story of Donielle), regia di Donald Wrye – film TV (2000)
- Beyond the Prairie, Part 2: The True Story of Laura Ingalls Wilder, regia di Marcus Cole – film TV (2002)
- Timecop 2 (Timecop: The Berlin Decision), regia di Steve Boyum – film TV (2003)
- One Tree Hill – serie TV, 5 episodi (2004)
- The Closer – serie TV, episodi 1x10 (2005)
- Cold Case - Delitti irrisolti (Cold Case) – serie TV, episodio 4x11 (2006)
- Il giorno del ricatto (The Kidnapping), regia di Arthur Allan Seidelman – film TV (2007)
- Cobra Kai – serie TV, 27 episodi (2021-2025)

## Doppiatori italiani
Nelle versioni in italiano delle opere in cui ha recitato, Thomas Ian Griffith è stato doppiato da:
- Luca Ward in Karate Kid III - La sfida finale
- Claudio Capone in Da solo contro tutti
- Mario Cordova in Hollow Point - Impatto devastante
- Roberto Benfenati in Oltre le linee nemiche
- Roberto Chevalier in Kull il conquistatore
- Sergio Di Stefano in Vampires
- Andrea Ward in Destini (Another World)
- Massimo Rossi in The Closer
- Christian Iansante in Cold Case - Delitti irrisolti
- Francesco Prando in La signora Pollifax
- Danilo Bruni in Cobra Kai